# Skorno pri Šoštanju
Skorno pri Šoštanju je naselje u slovenskoj Općini Šoštanju. Skorno pri Šoštanju se nalazi u pokrajini Štajerskoj i statističkoj regiji Savinjskoj. 

## Stanovništvo
Prema popisu stanovništva iz 2002. godine naselje je imalo 345 stanovnika.